# Pangrapta eucraspeda
Pangrapta eucraspeda är en fjärilsart som beskrevs av George Francis Hampson 1926. Pangrapta eucraspeda ingår i släktet Pangrapta och familjen nattflyn. Inga underarter finns listade i Catalogue of Life.